# Aoki Ōkami-tachi no Densetsu
Aoki Ōkami-tachi no Densetsu (jap. 蒼き狼たちの伝説) ist eine pornografische Original Video Animation aus dem Jahr 1996. Sie wurde von Phoenix Entertainment produziert und ist in die Genres Boys Love und Mech einzuordnen.
Der vollständige Titel des Werks ist Ginga Teikoku no Metsubō Gaiden: Aoki Ōkami-tachi no Densetsu: Vol. 17-banme no Otoko (銀河帝国の滅亡・外伝 蒼き狼たちの伝説 VOL.17番目の男, dt. „Nebengeschichte zu ‚Der Untergang des galaktischen Imperiums‘: Die Legende der blauen Wölfe: Vol. 17 – Männer“) und ist international auch unter dem englischen Titel Legend of the Blue Wolves bekannt.

## Inhalt
Im Laufe des 22. Jahrhunderts hat die Menschheit das ganze Sonnensystem besiedelt. Doch bei der Erschließung des Pluto stößt man auf eine außerirdische Lebensform, genannt die „Apokalypse“. Diese nutzt Menschen als Energie- und Wissensquelle für ihre Kampfmaschinen, die nun die Menschheit bedrohen. Um dieser Bedrohung zu begegnen, werden Elitesoldaten entsandt. 
Zu diesen Soldaten gehören Jonathan Tyberius und Leonard Schteinberg, die sich in der Kaserne ein Zimmer teilen und zunächst nicht miteinander auskommen. Auseinandersetzungen mit Vorgesetzten und der bald folgende Kampfeinsatz lässt sie einander näherkommen und sie verlieben sich ineinander.

## Produktion und Veröffentlichung
Der 45 Minuten lange Anime wurde 1996 vom Studio Phoenix Entertainment unter der Regie von Yasunori Urata produziert. Das Drehbuch schrieben Yasunori Urata und Yasuhito Yamaki, das Mechadesign entwickelte Makoto Kobayashi und die Musik wurde von Masamichi Amano komponiert. Die Rolle des Jonathan Tyberius sprach Takehito Koyasu, die von Leonard Schteinberg Toshiyuki Morikawa. Eine im Abspann angekündigte Fortsetzung war geplant, wurde aus finanziellen Gründen jedoch nicht umgesetzt.
Am 18. Dezember 1996 wurde der Anime als Original Video Animation auf VHS veröffentlicht. 2005 folgte eine Veröffentlichung auf DVD. Kitty Media veröffentlichte 2005 eine englische Fassung, Yamato Video eine italienische. Die OVA wurde auch ins Russische übersetzt. 